# フェレンツィ・カーロイ
フェレンツィ・カーロイ（Ferenczy Károly、ドイツ語名:Carl Freund、 1862年2月8日 - 1917年3月18日）はウィーン生まれのハンガリーの画家である。ハンガリーにおける印象派の画家の一人である。

## 略歴
ウィーンで鉄道建設技術者、カレル・フロイント(Karel Freund)の息子に生まれた。父親は鉄道会社とともにブダペストに移ってその功績から、貴族に叙せられ、その時、名前をハンガリー風の、フェレンツィに改めた。
フェレンツィ・カーロイはハンガリーのショプロンの学校を卒業した後、法律を学ぶためにウィーンに移ったが、1884年に結婚することになる14歳年上の従姉の画家、オルガ・フィアルカ(Olga Fialka:1848-1930) に勧められて美術に転じ、1885年にナポリ美術アカデミーに入学した。翌年ミュンヘンに移り、ミュンヘンではホローシ・シモン(Hollósy Simon:1857-1918)やチョーク・イシュトヴァーン(Csók István: 1865-1961)といったハンガリー出身の画家たちと知り合った。1887年から1889年の間はパリのアカデミー・ジュリアンで学んだ。フランスの自然主義の画家、ジュール・バスティアン＝ルパージュの作品から大きい影響を受けた。
しばらく多くの芸術家が活動していたハンガリーのセンテンドレで活動した後、1893年に再びミュンヘンに移り、ホローシ・シモンらのグループに加わり、1896年にはホローシ・シモンと現在のルーマニアのバヤ・マレに移って活動した。
1900年にブダペストでの展覧会で評価を高め、ハンガリー美術アカデミーの教授に任じられ、ブダペストで活動し、夏はバヤ・マレで過ごした。1904年に美術家グループ「MIÉNK」（Magyar Impresszionisták és Naturalisták Köre:ハンガリー印象主義・自然主義サークル）の創立メンバーになった

## 作品

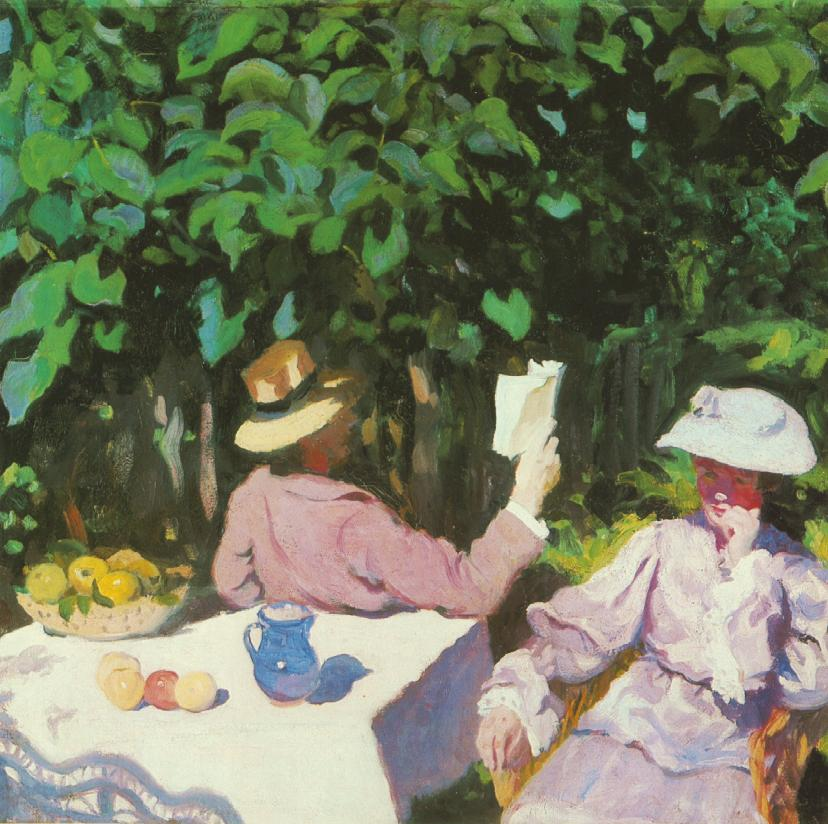
朝の日差し (1905)
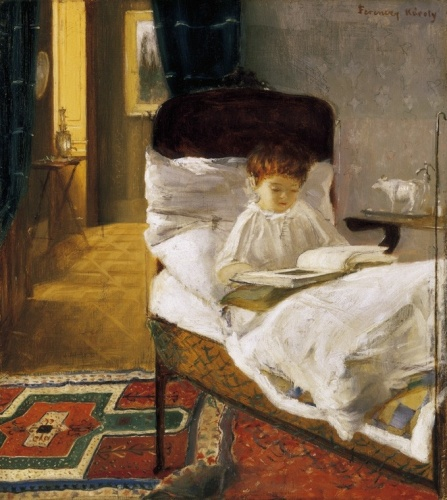
美しい本 (1888)
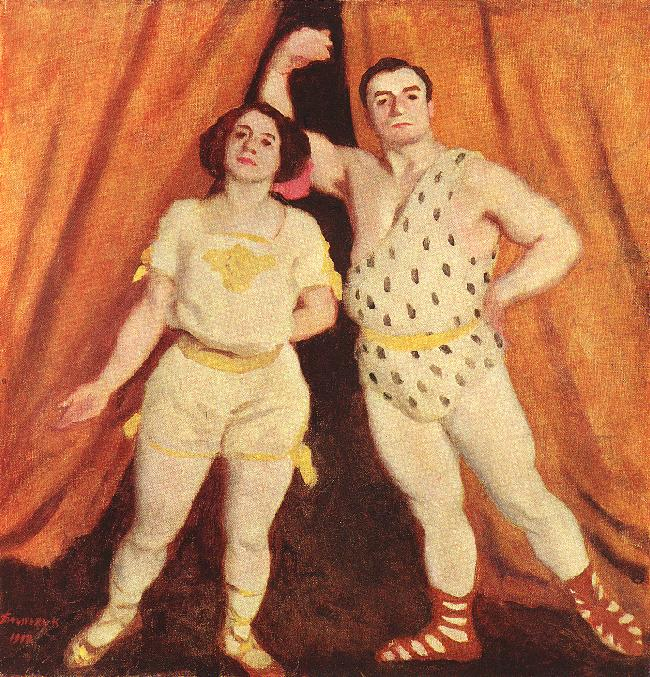
曲芸師 (1912)
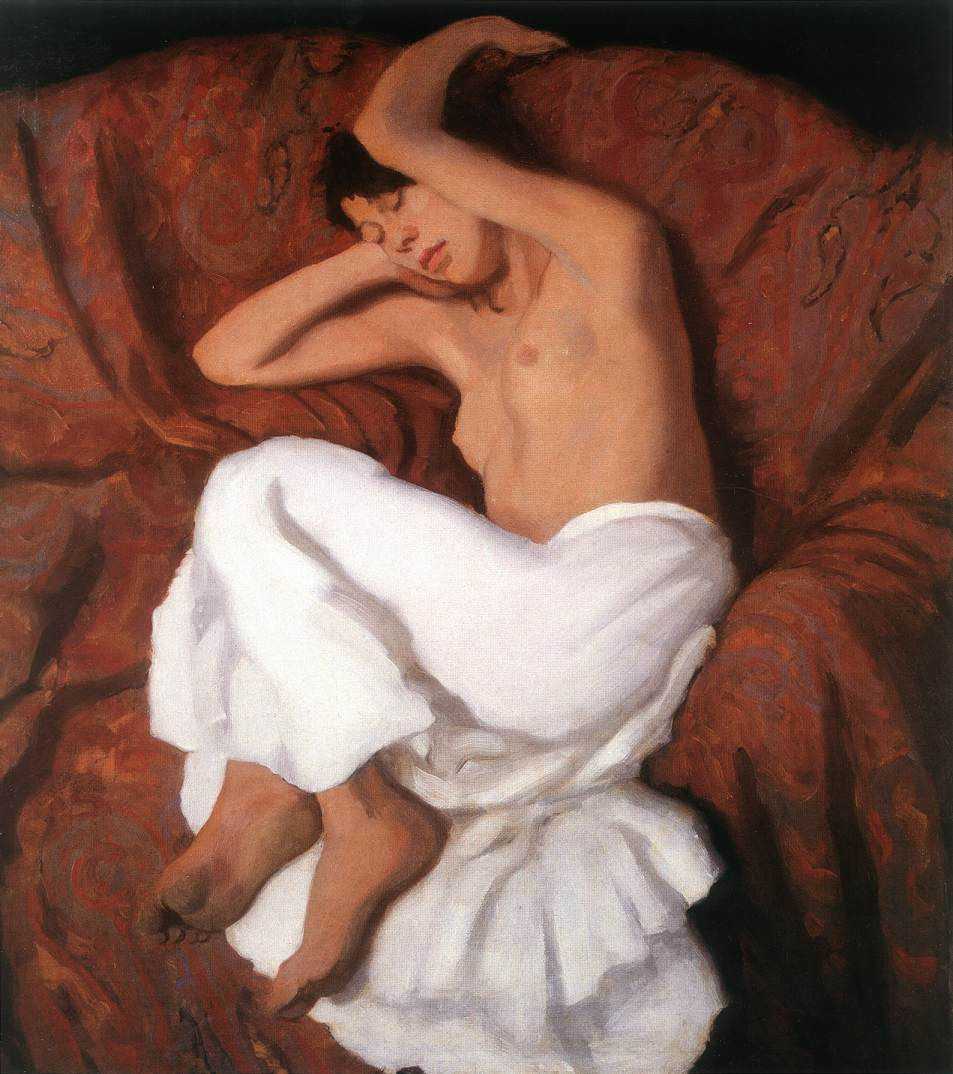
眠っているジプシーの少女 (1915)
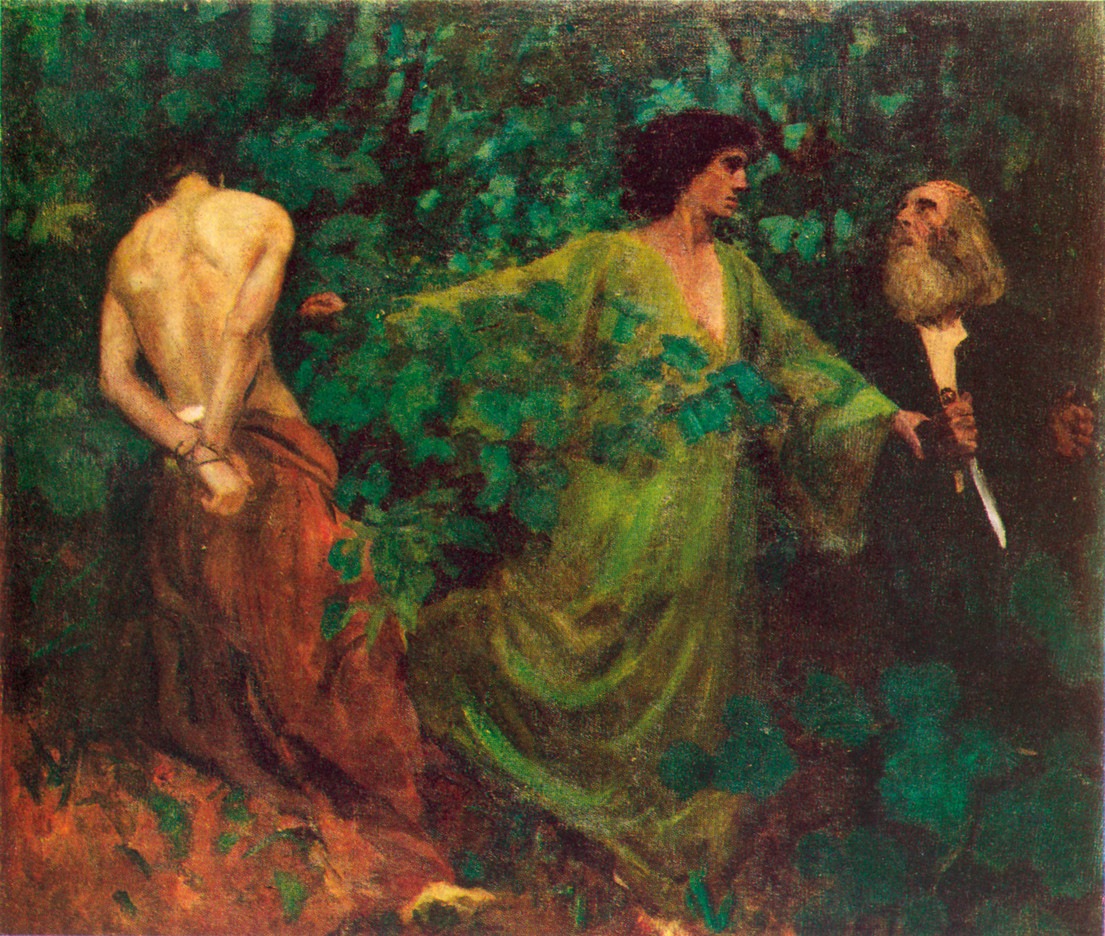
イサクの燔祭 (1901)
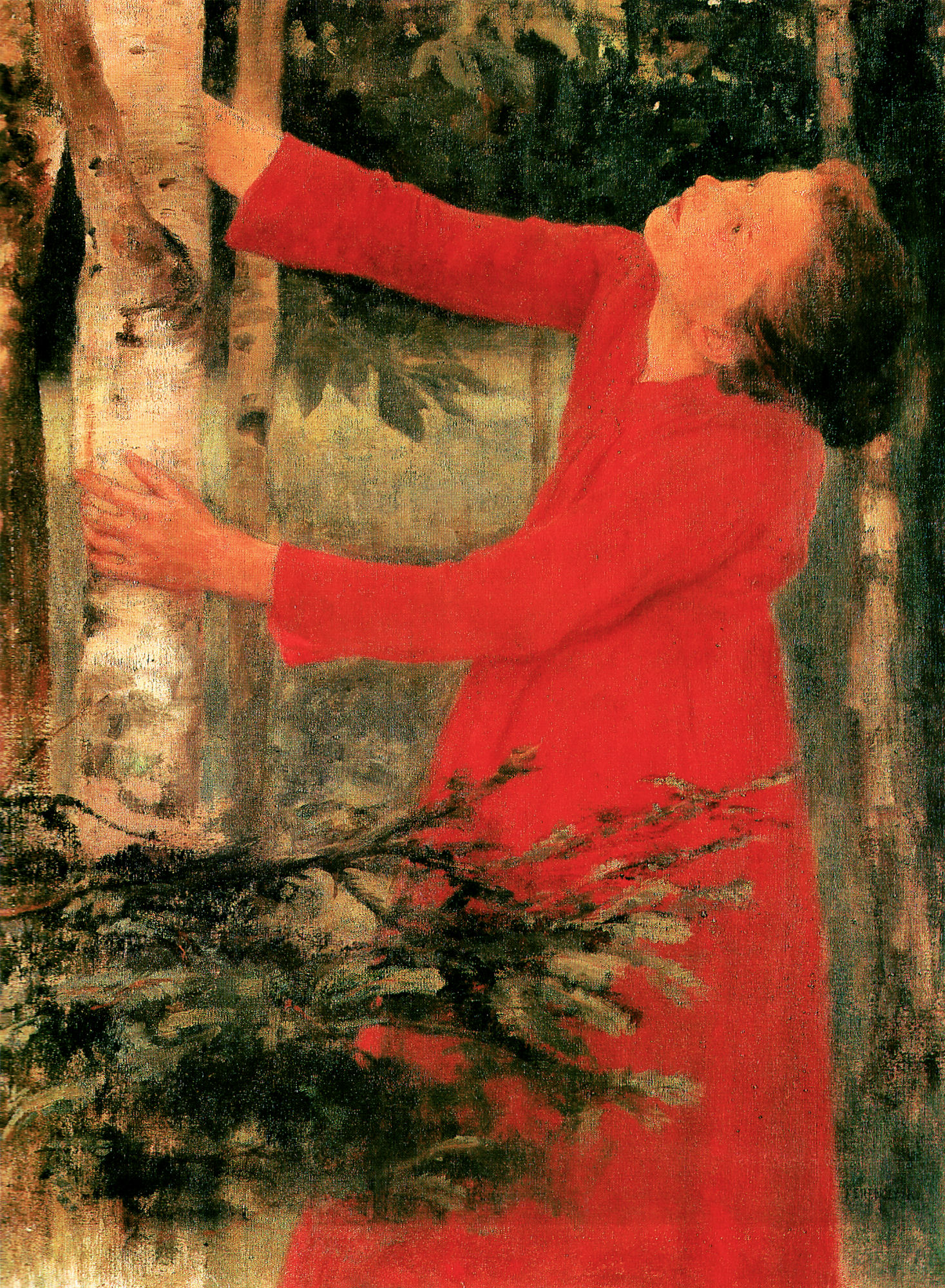
鳥の歌 (1893)
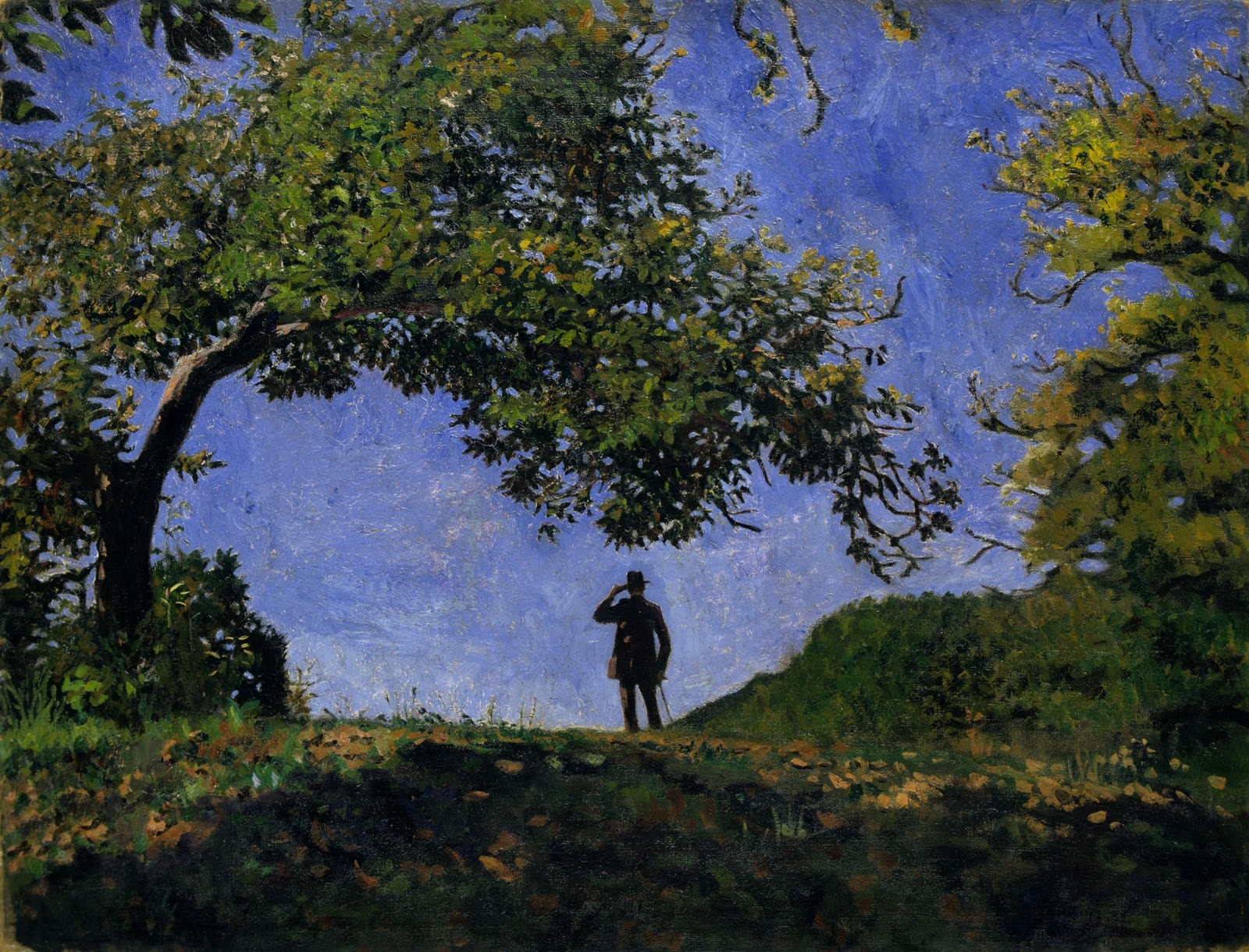
丘の上 (1901)
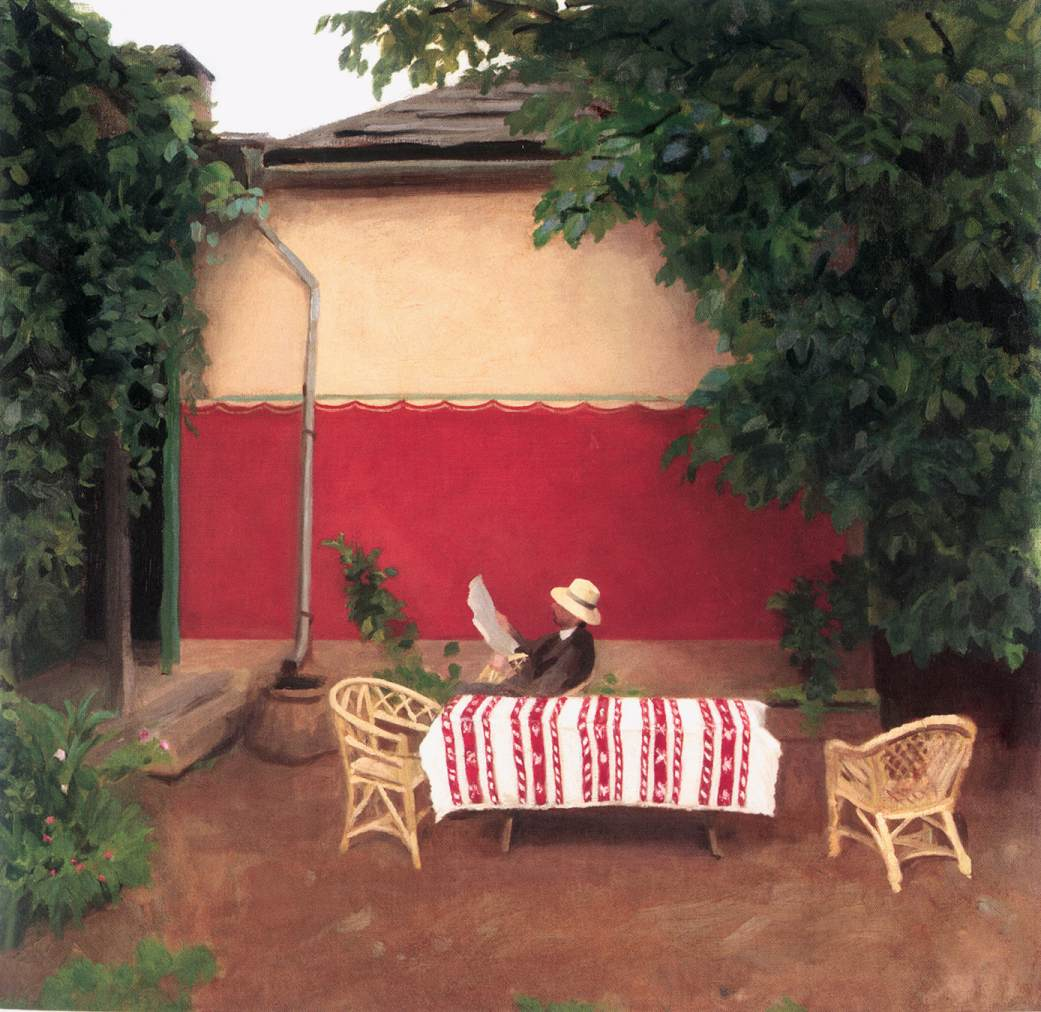
赤い壁 (1910)